# Scolochilus lautus
Scolochilus lautus là một loài bọ cánh cứng trong họ Cerambycidae.